# Gueorgui Tsurtsumia
Gueorgui Tsurtsumia –en kazajo, Георгий Цурцумиа; en georgiano, გიორგი წურწუმია– (Tsalenzhija, 29 de octubre de 1980) es un deportista kazajo de origen georgiano que compitió en lucha grecorromana.
Participó en los Juegos Olímpicos de Atenas 2004, obteniendo la medalla de plata en la categoría de 120 kg. En los Juegos Asiáticos de 2002 ganó la medalla de oro en la misma categoría.
Ganó una medalla de bronce en el Campeonato Mundial de Lucha de 2003 y cinco medallas en el Campeonato Asiático de Lucha entre los años 2003 y 2008.

## Palmarés internacional
| Juegos Olímpicos    | Juegos Olímpicos      | Juegos Olímpicos  | Juegos Olímpicos |
| Año                 | Lugar                 | Medalla           | Categoría        |
| ------------------- | --------------------- | ----------------- | ---------------- |
| 2004                | Atenas (Grecia)       | Medalla de plata  | 120 kg           |
| Campeonato Mundial  |                       |                   |                  |
| Año                 | Lugar                 | Medalla           | Categoría        |
| 2003                | Créteil (Francia)     | Medalla de bronce | 120 kg           |
| Juegos Asiáticos    |                       |                   |                  |
| Año                 | Lugar                 | Medalla           | Categoría        |
| 2002                | Busan (Corea del Sur) | Medalla de oro    | 120 kg           |
| Campeonato Asiático |                       |                   |                  |
| Año                 | Lugar                 | Medalla           | Categoría        |
| 2003                | Nueva Delhi (India)   | Medalla de oro    | 120 kg           |
| 2003                | Almaty (Kazajistán)   | Medalla de oro    | 120 kg           |
| 2005                | Wuhan (China)         | Medalla de oro    | 120 kg           |
| 2006                | Almaty (Kazajistán)   | Medalla de oro    | 120 kg           |
| 2008                | Jeju (Corea del Sur)  | Medalla de plata  | 120 kg           |